# Sân vận động Wembley (1923)
Sân vận động Wembley cũ (tiếng Anh: Wembley Stadium; /ˈwɛmbli/; trước đây được gọi là Sân vận động Đế quốc) là một sân vận động nằm ở Wembley Park, Luân Đôn. Sân nổi tiếng với việc tổ chức các trận đấu bóng đá quan trọng. Sân nằm trên cùng một địa điểm với Sân vận động Wembley mới.
Wembley đã tổ chức trận chung kết Cúp FA hàng năm, lần đầu tiên vào năm 1923, đây là sự kiện đầu tiên của sân vận động. Sân cũng đã tổ chức trận chung kết League Cup hàng năm, năm trận chung kết Cúp C1 châu Âu, trận chung kết Giải vô địch bóng đá thế giới 1966 và Chung kết giải vô địch bóng đá châu Âu 1996. Cầu thủ bóng đá Brazil Pelé từng nhận xét về sân vận động: "Wembley là thánh đường của bóng đá. Đây là thủ đô của bóng đá và sân là trái tim của bóng đá", để công nhận vị thế là sân vận động bóng đá nổi tiếng nhất thế giới.
Sân vận động này cũng tổ chức nhiều sự kiện thể thao khác, bao gồm Thế vận hội Mùa hè 1948, trận chung kết Challenge Cup của rugby league và các trận chung kết Giải vô địch rugby league thế giới 1992 và 1995. Đây cũng là nơi tổ chức nhiều sự kiện âm nhạc, bao gồm cả buổi hòa nhạc từ thiện Live Aid năm 1985.